# Girolamo Luxardo

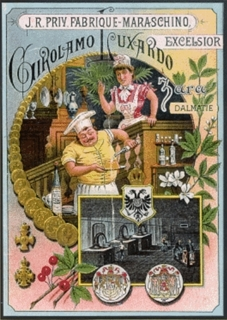
Werbung von Luxardo (1905)

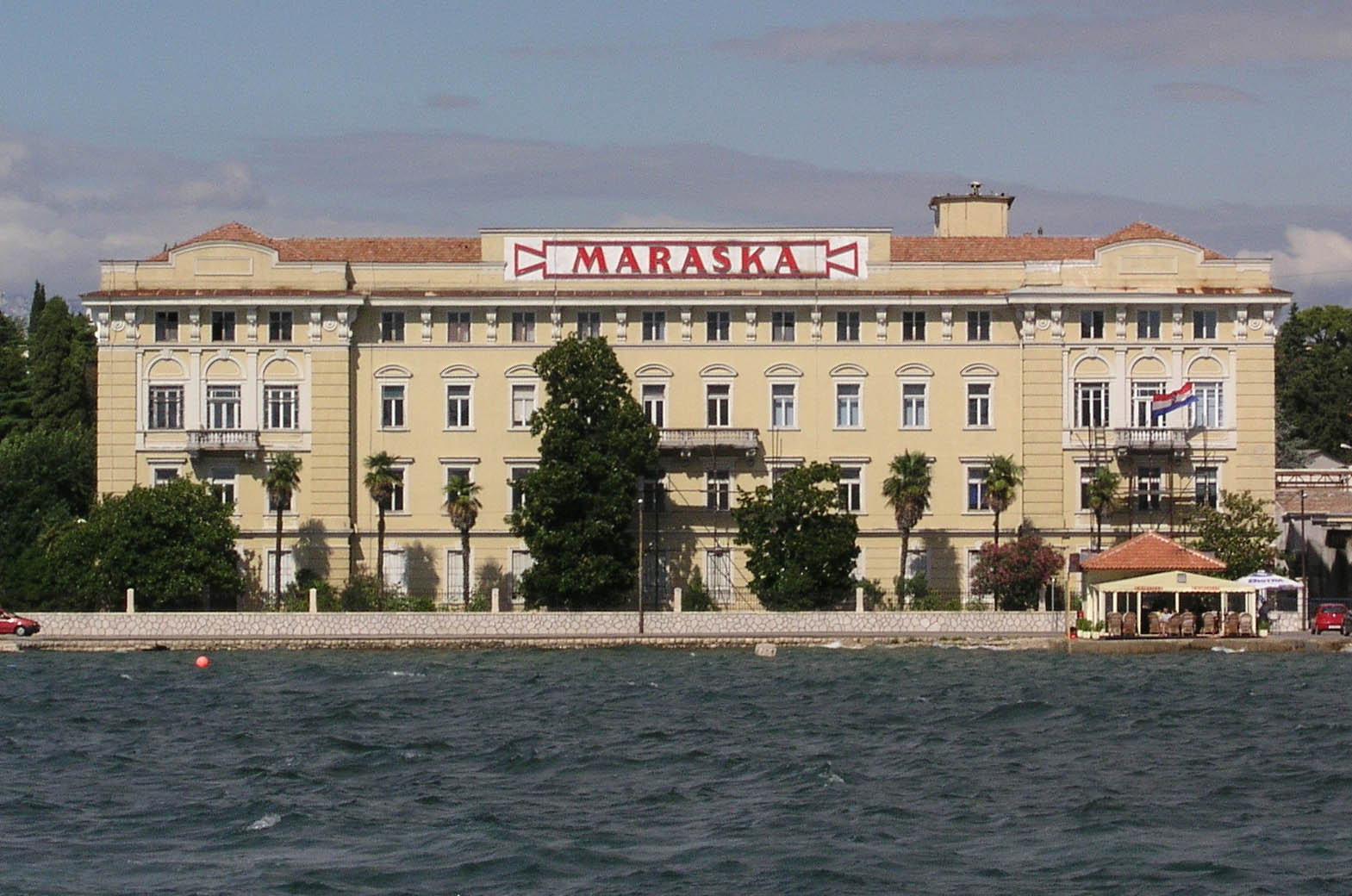
Die alte Firmenzentrale von Luxardo am Hafen von Zadar

Das Unternehmen Girolamo Luxardo ist ein italienischer Spirituosenhersteller aus Torreglia bei Padua. Ursprünglich stammt das Unternehmen aus der vormals österreichischen, später italienischen und heute kroatischen Stadt Zadar (Zara). Es ist vor allem für seinen Maraschino bekannt. 

## Geschichte
Das Unternehmen wurde 1821 in Zadar (Zara), einer Hafenstadt an der dalmatinischen Küste, gegründet. Zara wurde 1797 Hauptstadt des Königreichs Dalmatien, damals ein österreichisches Kronland. Girolamo Luxardo aus Genua wurde 1817 als Konsul des Königreich Sardiniens nach Zadar entsandt. Seine Gattin Maria Canevari beschäftigte sich mit der regionalen Küche und brannte nach Landesart Likör aus Maraska-Kirschen. Dieser „Rosolio maraschino“ wurde auch häufig in Klöstern hergestellt. Sie produzierte Likör von solcher Qualität, dass er die Aufmerksamkeit nicht nur der Familie und der Freunde, sondern auch der Connoisseurs erweckte. Ihr Ehemann Girolamo gründete 1821 eine Brennerei, um Maraschino zu produzieren. Nach acht Jahren Forschung und Vollendung des Produktes erhielt er ein exklusives k.k. Privileg vom österreichischen Kaiser. Das Unternehmen, das noch heute den Titel „Privilegiata Fabbrica Maraschino Excelsior“ aus jener Zeit trägt, beteiligte sich an mehreren Ausstellungen und wurde für seine Produkte mehrfach prämiert. Luxardo wurde schließlich zum k.u.k. Hoflieferanten ernannt, ebenfalls zum königlich italienischen Hoflieferanten.
1913 errichtete in der dritten Generation Michelangelo Luxardo eine zu damaligen Zeiten sehr moderne Brennerei, eine der größten in ganz Österreich-Ungarn. Das repräsentative Gebäude der Hauptverwaltung und Sitz der Familie direkt an der Hafenpromenade von Zara ist bis heute zu besichtigen und ein Wahrzeichen der Stadt.
Nach Ende des Ersten Weltkrieges und dem Zusammenbruch der Doppelmonarchie ging Zadar an das Königreich Italien über. Luxardo wurde zu einer der wichtigsten Brennereien in ganz Italien und war dort Lieferant für den italienischen Hof. Der Zweite Weltkrieg traf das Unternehmen empfindlich. Zadar wurde zunehmend den Bombardements der Alliierten 1943/44 ausgesetzt, die Stadt wurde zum großen Teil zerstört, inklusive der Brennereianlagen. Mit dem Sieg der Partisanen unter Tito erfolgte die gewaltsame Vertreibung der italienischen Bevölkerung, Foibe-Massaker.
Piero und Nicolò Luxardo gemeinsam mit seiner Frau Bianca wurden umgebracht, das Unternehmen schien vor dem Ende.
Giorgio Luxardo war der einzige Bruder aus der vierten Generation, der überlebte. Er errichtete in seiner neuen Heimat Venetien eine neue Anlage bei Torreglia (Provinz Padua) zusammen mit Nicolò Luxardo aus der fünften Generation. Das Unternehmen befindet sich nach wie vor im Familienbesitz in der sechsten Generation. 
Die Familienmitglieder im Unternehmen sind Piero Luxardo (Präsident und Vertriebsleiter für den Binnenmarkt), Franco Luxardo (Exportdirektor), Guido Luxardo (Generaldirektor), Matteo Luxardo (Juniorleiter der Exportabteilung), Filippo Luxardo (Marketing Italien) und Giorgio Luxardo (Beschaffung und EDV-Manager).
Die Familie Luxardo vertreibt ihren Likör unter dem Namen „Luxardo Maraschino“, während die alte Brennerei in Zadar unter dem Namen „Maraska Original“ weiterhin produziert und wirbt.

## Produkte
Das bekannteste Produkt ist nach wie vor Maraschino. Luxardo stellt dazu Liköre wie Sambuca, Amaretto, Grappa, Limoncello und Passione Nera her. Zudem wird Material für Bäcker und Eiscremehersteller geliefert, wie Fruchtsirup und Maraschino-Kirschen.